# Densidade

Líquidos com diferentes níveis de densidade.

A densidade (também massa volúmica ou massa volumétrica) de um corpo define-se como o quociente entre a massa e o volume desse corpo. Desta forma pode-se dizer que a densidade mede o grau de concentração de massa em determinado volume. O símbolo para a densidade é ρ (a letra grega ró) e a unidade SI é quilograma por metro cúbico (kg/m3).
No Brasil, a razão entre a massa e o volume de uma substância é conhecida como massa específica. Já a densidade é definida como a relação entre massas específicas de duas substâncias, sendo uma delas tomada como padrão (a água a 4 °C é geralmente utilizada como referência), sendo assim uma grandeza adimensional. Nesse caso, o símbolo adotado para densidade é a letra d.
Densidade relativa é a relação entre a densidade da substância em causa e a densidade da água a 4 °C. É uma grandeza adimensional, devido ao quociente. Quando se diz que um corpo tem uma densidade de 5, quer dizer que tem uma densidade 5 vezes superior à da água (no caso dos sólidos e líquidos).
Há uma pequena diferença entre densidade e massa específica. A massa específica, embora definida de forma análoga à densidade, contudo para um material e não um objeto, é propriedade de uma substância, e não de um objeto. Supõe-se pois que o material seja homogêneo e isotrópico ao longo de todo o volume considerado para o cálculo, e que seja maciço. Um objeto oco pode ter densidade muito diferente da massa específica do material que o compõe, a exemplo os navios. Embora a massa específica do aço seja maior que a massa específica da água, a densidade de um navio - assumido uma estrutura "fechada", é certamente menor do que a da água.
Para líquidos e gases, as expressões densidade e massa específica - dadas as propriedades físicas desses estados - acabam sendo utilizadas como sinônimos.
O gelo possui uma massa específica inferior à apresentada pela água em seu estado líquido (0,97 g/cm3), propriedade rara nos líquidos, que se explica pela polaridade da molécula da água e pelo aumento da distância média entre partículas no estado sólido. O mesmo ocorre geralmente com as substâncias que estabelecem ligações de hidrogênio, como os álcoois.

## Gases
Para definir a densidade nos gases utiliza-se como massa de volume de referência o ar, que nas condições normais de temperatura e pressão (PTN) (temperatura de 0 °C e pressão atmosférica 101 325 Pa), corresponde a 760 milímetros de mercúrio.
No caso dos gases, sua massa de volume difere dos líquidos, e, por consequência dos sólidos. Nos gases, suas moléculas estão separadas devido à temperatura que está acima da temperatura de ebulição do líquido correspondente. Microscopicamente, isto corresponde dizer que nos gases a atração entre as moléculas e/ou átomos que os compõem não são suficientemente intensas frente à energia cinética desses mesmos constituintes para mantê-los próximos. Nos líquidos e nos sólidos, contudo, as moléculas e átomos estão muitíssimo próximas.
Tomando-se como exemplo hidrogênio gasoso, comparado à água, nas condições normais de temperatura e pressão, tem-se uma massa volúmica de 9 × 10−5 g/cm3, e a água é 11 000 vezes mais densa que o elemento.

## Densidade e temperatura
Quando se aumenta a temperatura de um determinado fragmento de matéria, tem-se um aumento do seu volume, pois haverá a dilatação ocasionada pela separação dos átomos e moléculas, desde que o seu estado físico e a sua pressão sejam mantidas. Ao contrário, ao se diminuir a temperatura, tem-se uma diminuição desse volume. A quantidade de massa existente num dado volume é chamada de massa volúmica.
Quando a matéria se expande, a sua massa volúmica diminui, e quando a matéria se contrai, a sua massa volúmica aumenta. Com esse conceito, tem-se uma unidade de medida, que pode ser dada em gramas (g) por centímetro cúbico (cm3).
A massa volúmica depende da massa dos átomos ou moléculas individuais e do volume efetivo ocupado por eles, seja no sólido, no líquido ou no gás. Se uma dada substância, em qualquer estado físico, apresenta massa molecular cinco vezes maior que outra nas mesmas condições de temperatura e pressão, a massa volúmica da primeira será cinco vezes maior que a da segunda.

## Determinando a densidade
A densidade de um corpo poderá ser determinada pela quantidade de massa que o corpo possui dividido pelo volume que esta massa ocupa. A densidade pode ser absoluta ou relativa. A densidade absoluta pode ser determinada pela expressão matemática:
{\displaystyle Densidade={\frac {Massa}{Volume}}}
Outra forma:
{\displaystyle \rho ={\frac {m}{V}}}

Exemplo:
Uma caixa com algodão cuja massa é de 200 g, ocupa o volume de 2 000 cm3. Sua densidade será:
{\displaystyle Densidade={\frac {200g}{2000cm^{3}}}=0,1g/cm^{3}}
Note que se a unidade de massa é indicada em g (gramas) e o volume em cm3 (centímetros cúbicos), a densidade será indicada como g/cm3 (gramas por centímetros cúbicos).

Para a densidade relativa, esta é feita tendo em conta a densidade da água a 4 °C que é 1 g/cm3 e o quociente é adimensional:
{\displaystyle \rho _{r}={\frac {\rho }{\rho _{0}}}}
onde {\displaystyle \rho _{r}} é a densidade relativa, {\displaystyle \rho } é a densidade da sustância e {\displaystyle \rho _{0}} é a densidade de referência ou absoluta.

## Densidade da água
| Temperatura (°C) | Densidade (kg/m3) |
| --- | ----------------- |
| 100 | 958,37            |
| 80 | 971,78            |
| 60 | 983,19            |
| 40 | 992,21            |
| 30 | 995,65            |
| 25 | 997,05            |
| 22 | 997,77            |
| 20 | 998,21            |
| 15 | 999,10            |
| 10 | 999,70            |
| 4 | 999,97            |
| 0 | 999,84            |
| Densidade da água em kg/m³ (sistema SI), em função da temperatura (em ºC), sob pressão atmosférica p = 1,00000 atm = 1,01325 · 10⁵ Pa |                   |

## Densidade do ar

Densidade do ar em função da temperatura. A densidade varia de forma inversa à temperatura.

| T em °C | densidade em kg/m3 (a 1 atm) |
| ------- | ---------------------------- |
| –10     | 1,342                        |
| –5      | 1,316                        |
| 0       | 1,293                        |
| 5       | 1,269                        |
| 10      | 1,247                        |
| 15      | 1,225                        |
| 20      | 1,204                        |
| 25      | 1,184                        |
| 30      | 1,165                        |

## Densidade de materiais diversos
| Material                                 | em kg/m3              | Notas                                                                         |
| ---------------------------------------- | --------------------- | ----------------------------------------------------------------------------- |
| Meio interestelar                        | 10−25 − 10−15         | Considerando 90% H, 10% He; T variável                                        |
| Atmosfera terrestre                      | 1,2                   | No nível do mar                                                               |
| Aerogel                                  | 1 − 2                 |                                                                               |
| Cortiça                                  | 220 − 260             |                                                                               |
| Ar (padrão)                              | 1,23                  | a 0 °C e 1 atm                                                                |
| Ar                                       | 0,95                  | a 100 °C e 1 atm                                                              |
| Ar                                       | 6,5                   | a 0 °C e 50 atm                                                               |
| Água                                     | 1 000                 | nas CPTP                                                                      |
| Água do mar                              | 1 030                 |                                                                               |
| Gelo                                     | 920                   |                                                                               |
| Plástico                                 | 850 − 1 400           | para polipropileno e PET/PVC                                                  |
| Terra                                    | 5 520                 | Densidade média                                                               |
| Cobre                                    | 8 920 − 8 960         | na temperatura ambiente                                                       |
| Chumbo                                   | 11 340                |                                                                               |
| Tungstênio                               | 19 250                |                                                                               |
| Ouro                                     | 19 330                | 24 k (puro)                                                                   |
| Ouro puro fundido                        | 19 250                |                                                                               |
| O Núcleo interno da Terra                | ~13 000               |                                                                               |
| Urânio                                   | 18 950                |                                                                               |
| Irídio                                   | 22 650                |                                                                               |
| Ósmio                                    | 22 610                | na temperatura ambiente                                                       |
| O núcleo do Sol                          | 160 000               |                                                                               |
| Núcleo atômico                           | ~3 × 1017             |                                                                               |
| Estrela de nêutrons                      | 8,4 × 1016 − 1 × 1018 |                                                                               |
| Gasolina                                 | 680                   | Valor típico. Propriedades dos derivados de petróleo variam com a composição. |
| Álcool Etílico                           | 789                   |                                                                               |
| Mercúrio                                 | 13 600                |                                                                               |
| Glicerina                                | 1 260                 |                                                                               |
| Alumínio                                 | 2 700                 |                                                                               |
| Platina                                  | 21 400                |                                                                               |
| Óleo SAE 30                              | 912                   | Valor típico. Propriedades dos derivados de petróleo variam com a composição  |
| Tetracloreto de carbono                  | 1 590                 |                                                                               |
| Vácuo mais elevado obtido em laboratório | ~10^-16               |                                                                               |

Densidade de alguns Gases
| Nome do Gás          | (kg/m3)     |
| -------------------- | ----------- |
| Dióxido de Carbono   | 1,83        |
| Hélio                | 1,66 x 10-1 |
| Hidrogênio           | 8,38 x 10-2 |
| Metano (gás natural) | 6,67 x 10-1 |
| Nitrogênio           | 1,16        |
| Oxigênio             | 1,33        |

## Densidade de misturas
A densidade de uma substância composta ou de uma mistura é a soma das densidades dos componentes desta mistura, calculada a partir das proporções (das concentrações), como por exemplo das percentagens em massa de cada um dos componentes. Os fenómenos de interações entre os átomos, as moléculas e íons nas misturas, podem afetar estes cálculos, como por exemplo, o que acontece com a mistura de etanol e água.
Fórmula:
{\displaystyle \rho ={\frac {1}{V}}\sum _{i}m_{i}=\sum _{i}\rho _{i}}
onde:
{\displaystyle m_{i}}: massa do elemento i na mistura,
V: volume da mistura,
{\displaystyle \rho _{i}}: a concentração em massa do elemento i na mistura.

Outra expressão :
{\displaystyle \rho =\sum _{i}\rho _{i}^{0}{\frac {V_{i}}{V}}}